# Gymnocalycium oenanthemum
Gymnocalycium oenanthemum es una especie del género Gymnocalycium en la familia cactaceae.

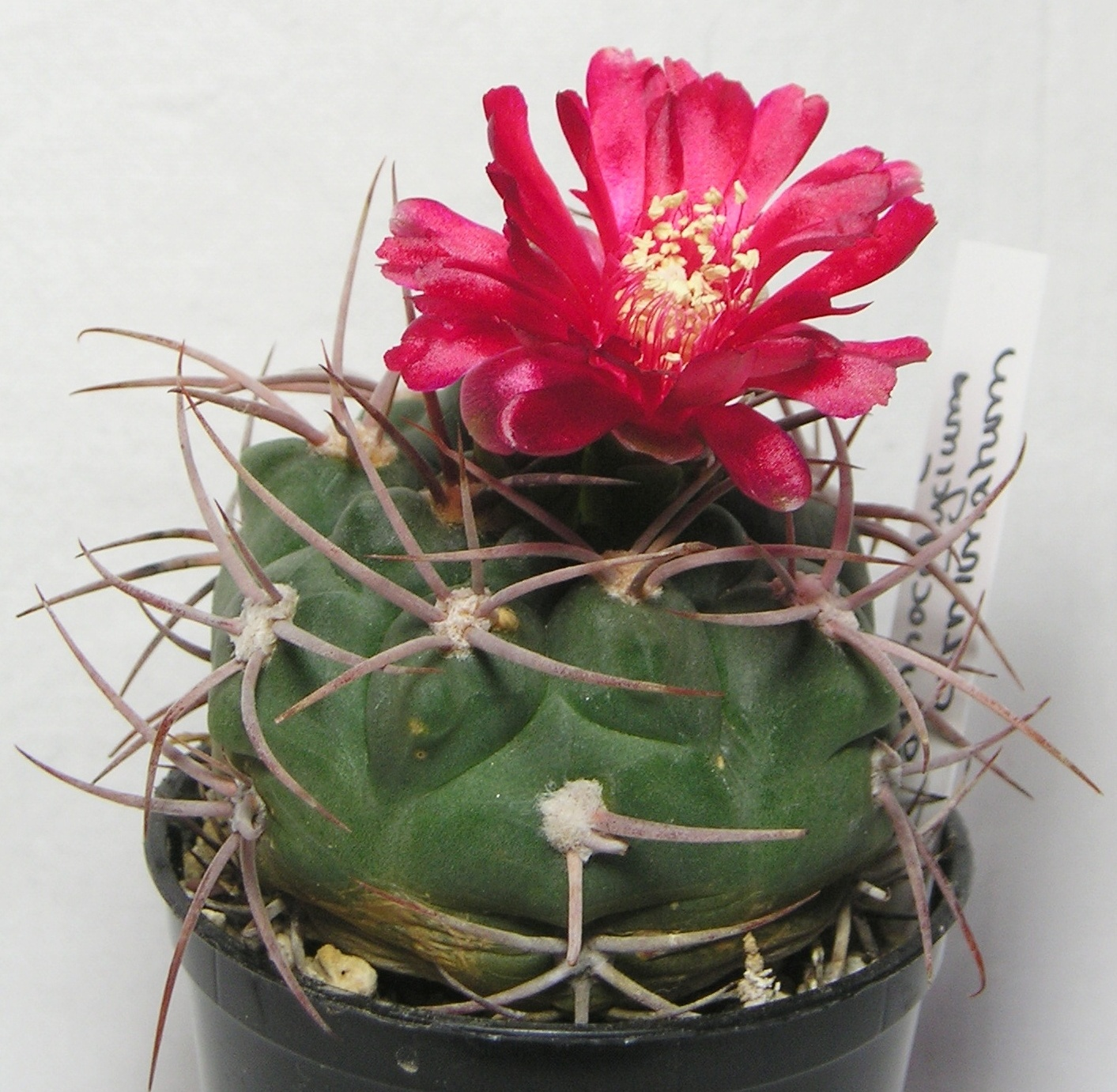
Vista de la planta

## Distribución
Es originario de El Rodeo, Las Juntas, Los Ángeles, provincia de Catamarca, Argentina.

## Características
Es una planta cactácea de tallo globular de 6 a 10 cm de altura y de 7 a 9 de diámetro, de color verde oscuro con 6 a 11 costillas. Espinas gruesas recostadas sobre el cuerpo, ocasionalmente tienen una espina central erecta. Las flores, pueden ser 2, de color rojo carmín de 4,5 cm de diámetro que duran aprox. 4 días. 

## Cultivo
Se multiplica mediante semillas.
Observaciones: temperatura media mínima 10 °C; sol moderado. Buen riego en verano, seco en invierno.

## Taxonomía
Gymnocalycium oenanthemum fue descrita por Curt Backeberg y publicado en KaktusáY; odborný mĕsičnik 1934(9): 2. 1934.
Etimología
Gymnocalycium: nombre genérico que deriva del griego,  γυμνός (gymnos) para "desnudo" y κάλυξ ( kalyx ) para "cáliz" = "cáliz desnudo", donde refiere a que los brotes florales no tienen ni pelos ni espinas.
oenanthemum epíteto
Sinonimia
- Gymnocalycium tillianum Rausch
- Gymnocalycium carminanthum Borth & Koop[3][4]